# Parafia Matki Boskiej Szkaplerznej w Wierzchucinku
Parafia Matki Boskiej Szkaplerznej w Wierzchucinku – rzymskokatolicka parafia w dekanacie Mrocza diecezji bydgoskiej. Została utworzona 1 stycznia 1975 r.
Na obszarze parafii leżą miejscowości: Dąbrowice, Łukowiec, Nowaczkowo, Trzemiętowo, Trzemiętowo-Kolonia, Trzemiętówko, Wierzchucice i Wierzchucinek.